# Вимиейру (Санта-Комба-Дан)

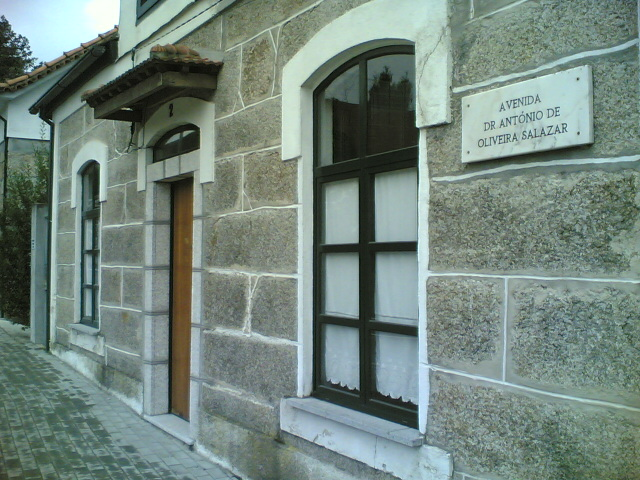
Вимиейру

Вимиейру (порт. Vimieiro) — селение в 70 километрах по прямой (250 км по автостраде), к северу от Лиссабона, около Атлантического океана. Приобрело известность по поражению, нанесённому здесь 20 августа 1808 года англо-португальскими войсками под предводительством Веллингтона французскому генералу Жюно.
Здесь в 1889 году родился премьер-министр и диктатор Португалии Антониу ди Салазар.